# Guizhou (köpinghuvudort i Kina, Hubei Sheng, lat 31,00, long 110,69)
Guizhou (kinesiska: 归州, 归州镇) är en köpinghuvudort i Kina. Den ligger i provinsen Hubei, i den centrala delen av landet, omkring 350 kilometer väster om provinshuvudstaden Wuhan. Antalet invånare är 26 155. Befolkningen består av 12 781 kvinnor och 13 374 män. Barn under 15 år utgör 12,0 %, vuxna 15-64 år 76 %, och äldre över 65 år 10,0 %.
Runt Guizhou är det ganska tätbefolkat, med 166 invånare per kvadratkilometer. Närmaste större samhälle är Guojiaba, 9,1 km söder om Guizhou. I omgivningarna runt Guizhou växer i huvudsak blandskog.
Genomsnittlig årsnederbörd är 1 553 millimeter. Den regnigaste månaden är maj, med i genomsnitt 228 mm nederbörd, och den torraste är december, med 19 mm nederbörd.